# Sidi Slimane (Tissemsilt)
Sidi Slimane è un comune dell'Algeria, situato nella provincia di Tissemsilt.